# Cichy Wierch
Cichy Wierch (niem. Tychaberg, słow. Tichý vrch, węg. Ticha-hegy, 1979 m) – szczyt Liptowskich Kop (Liptovské kopy) położony pomiędzy Gładkim Wierchem (Hladký štít), od którego oddziela go przełęcz Zawory (Závory), a Zadnią Garajową Kopą, od której oddziela go Wierchcicha Przełączka. Od szczytu w kierunku południowo-wschodnim odchodzi ramię, które ogranicza od południowego zachodu Dolinkę Kobylą (Kobylia dolina). Północne zbocza Cichego Wierchu schodzą do Doliny Wierchcichej (Zadná Tichá dolina) należącej do systemu Doliny Cichej (Tichá dolina), od której szczyt wziął swoją nazwę. Od strony Dolinki Kobylej jego podnóża są dość stromo podcięte, osypujące się z nich piargi zatrzymuje długi wał morenowy.
Wejścia na szczyt znane były od dawna pasterzom i kłusownikom. Nie znamy nazwisk zdobywców szczytu. Pierwsze odnotowane wejście turystyczne zimowe – Józef Grabowski z pięcioma osobami towarzyszącymi 3 marca 1912 r.. W przeszłości Cichy Wierch wraz z całymi Liptowskimi Kopami był wypasany. Od 1949 r. rejon ten stanowi obszar ochrony ścisłej TANAP-u i jest niedostępny turystycznie.
Na polskich mapach szczyt ten zawsze miał nazwę Tichý vrch i wysokość 1979 m. Słowacy w 1983 i 1993 r. na mapach podawali nazwę Tichý kopec i wysokość 1943 m. Słowacki tatrolog Ivan Bohuš podawał nazwę Tichý vrch i wysokość 1943 m. W 1999 r. Słowacy zgodzili się z polską wersją.

## Przypisy

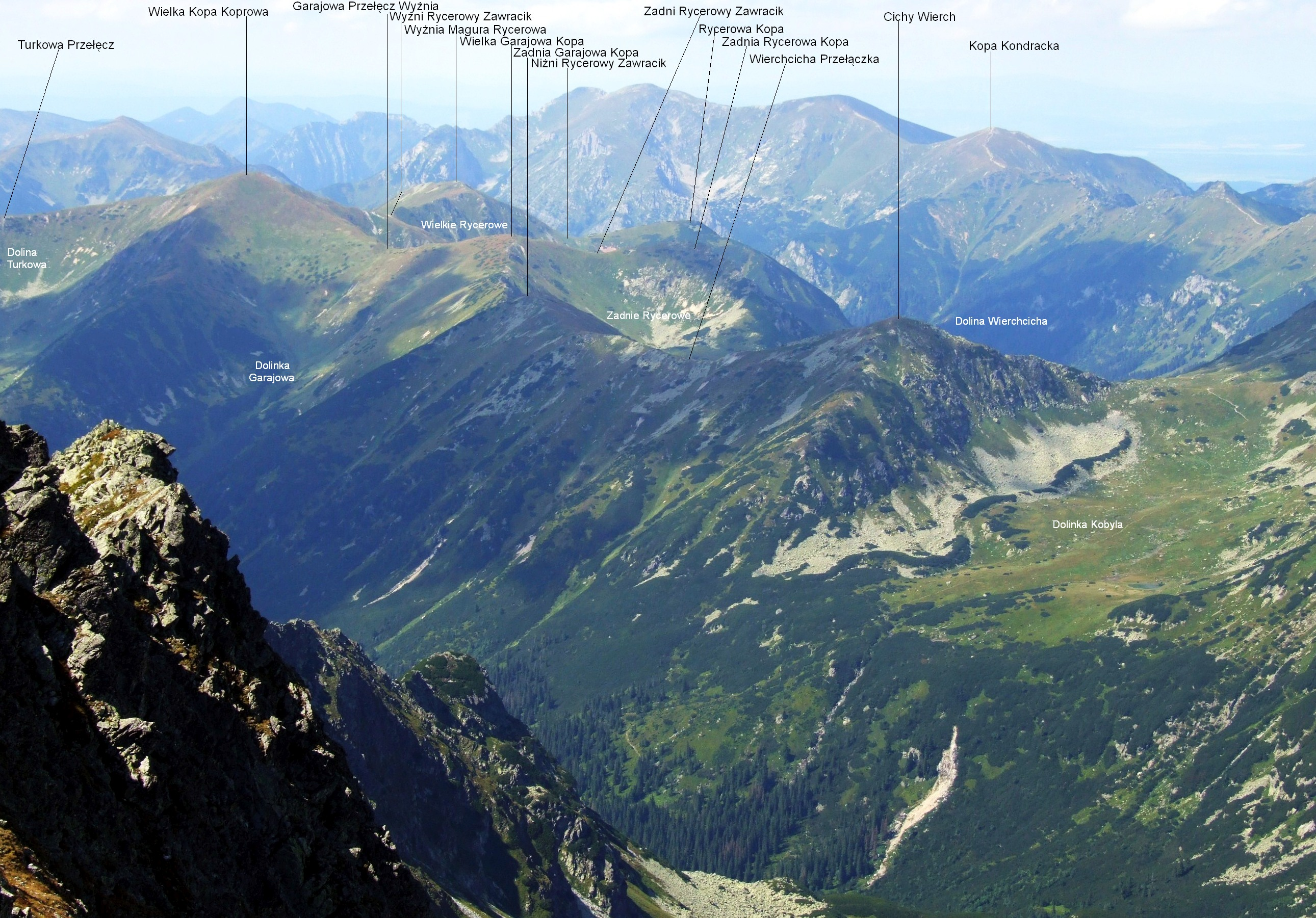
Widok z Koprowego Wierchu
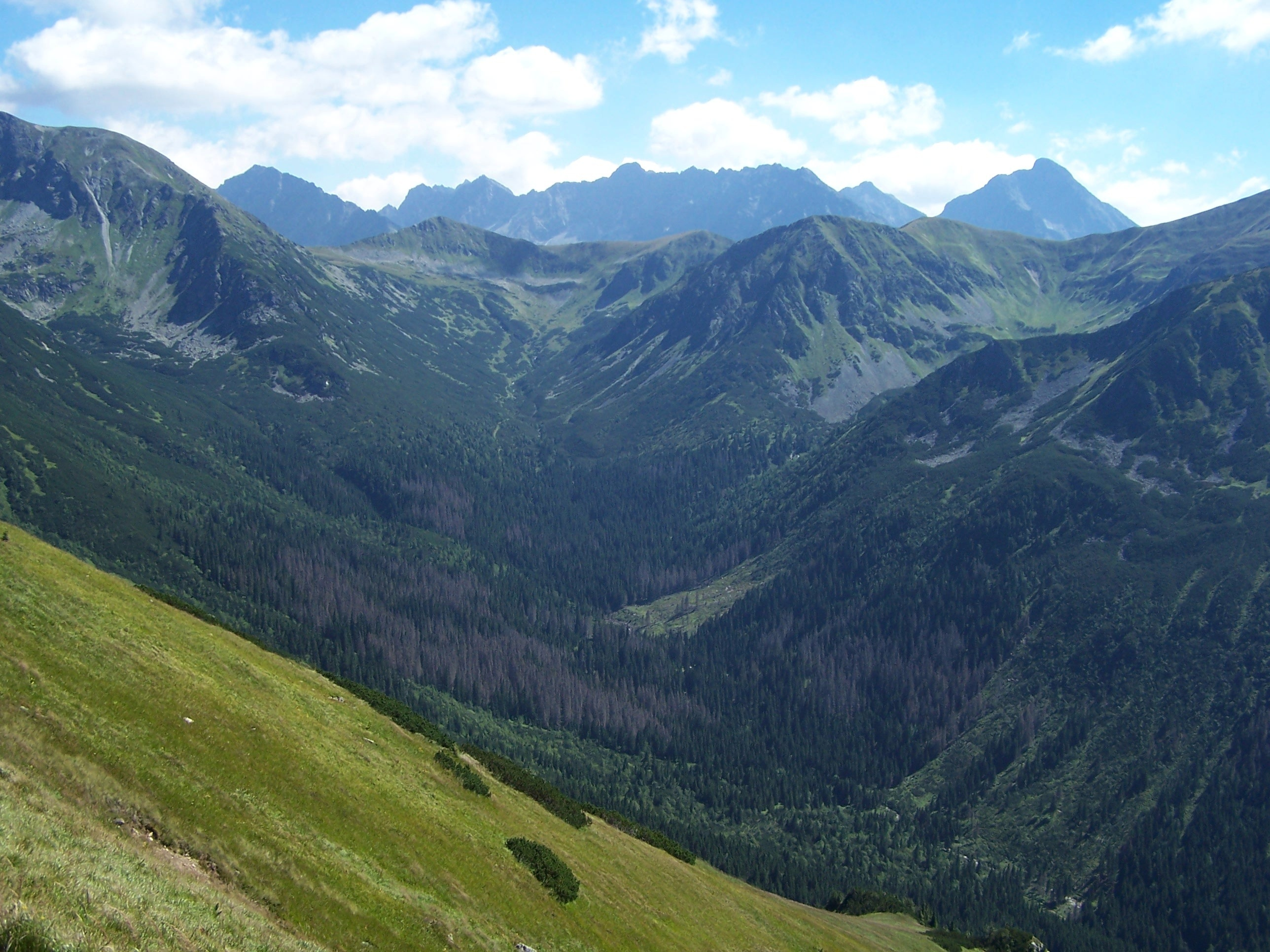
Dolina Wierchcicha i wznoszący się nad nią Cichy Wierch
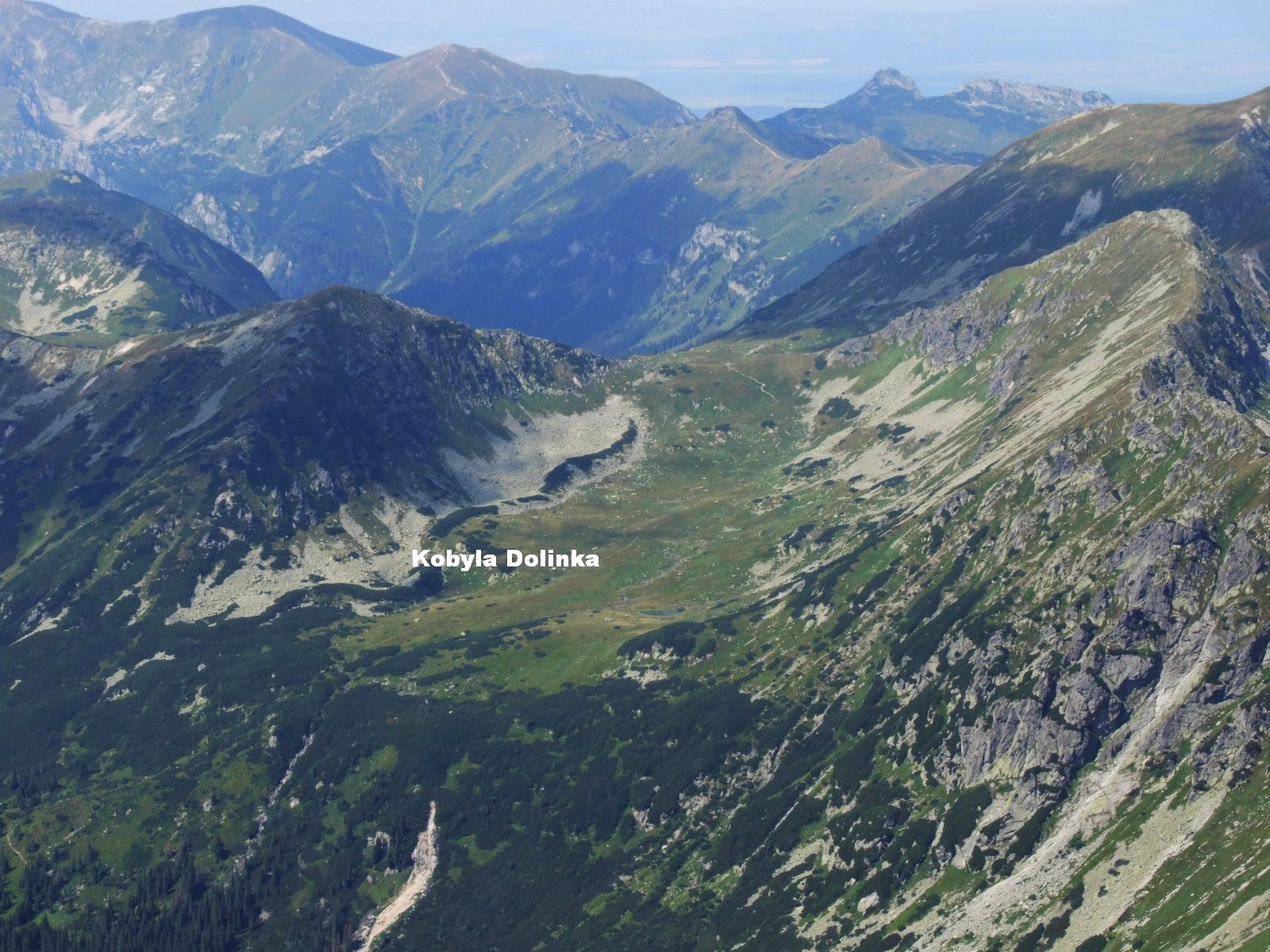
Cichy Wierch, Dolnka Kobyla i Gładki Wierch